# Крым (микрорайон)
Крым — один из самых отдалённых микрорайонов города Перми. Расположен на правом берегу Камы в Кировском районе, самый западный микрорайон города.

## История
В здешней местности существовали еще в XVIII веке два населенных пункта на берегу Камы.  На карте Оханского уезда 1790 года они были отмечены как деревня Оверина и выселок Чирков.В 1869 году в деревне Оверина (позднее Оверята и Камские Оверята) было учтено 8 дворов и 36 жителей, а в починке Чирки 3 двора и 28 жителей. В 1930 году в Оверятах было 22 двора и 103 жителя, в Чирках — 7 дворов и 32 жителя. 
Посёлок начал строиться рядом с указанными выше двумя деревнями Краснокамского района в 1941 году после начала строительства производства завода «Вышка» (позднее ставшего частью Уральского химического завода, потом ОАО «Галоген» и АО «Галополимер») .
Первоначальное название посёлка было Новый Крым, поскольку основой нового завода стал коллектив профильных предприятий из городов Саки и Красноперекопск с Крымского полуострова. Строительство велось во многом благодаря усилиям советских немок Поволжья, сосланных на Урал и работавших в рядах стройколонны. Предприятие работало на сырьевой базе йодобромных рассолов, открытых ещё в 1934 году, и выпускало бромистое железо — основное сырье для этиловой жидкости, применявшейся для этилирования авиационного бензина.
Вошедшая в состав посёлка деревня Чирки сохраняется в виде улицы Нижнекамская. Деревня Оверята практически прекратила своё существование ввиду расселения из экологически опасной зоны. Спустя некоторое время на месте деревни возникли два садовых кооператива и на этой территории, кроме садовых участков, осталось только одно подворье бывшей деревни.
С 1959 года рядом с посёлком начал строиться Пермский филиал Государственного института прикладной химии, который в настоящее время преобразован в Федеральный центр АО "РНЦ «Прикладная химия». В 1990-е годы данное предприятие претерпело примерно десятикратное сокращение численности сотрудников и до сих пор переживает не самые лучшие времена.
В посёлке имеются улицы Ялтинская, Херсонская, Генерала Панфилова (бывшая Глазовская), Мензелинская, Дунайская, Фадеева (бывшая Буровая), 2-я Буровая. В 1951 году появилась семилетняя школа № 83 — первое двухэтажное здание с собственной котельной, водопроводом и канализацией (ныне в этом здании располагается спецшкола-интернат № 10). С 1955 года работает стадион «Спутник». В начале 1960-х годов рядом со стадионом располагался парк с фонтаном и скульптурами. В 1966 году построено здание заводского профилактория и комплекса больничных зданий. Заводской клуб «Вышка» в ходе расширения Уральского химического завода вошёл в территорию завода. Вместо него был построен в 1973 году Дворец культуры «Урал». В 1980-х гг. в микрорайоне открылась средняя общеобразовательная школа № 63. В конце 1990-х годов построена церковь в честь Державной иконы Божией Матери.

## Транспорт
Ближайшая железнодорожная станция — Мысы, до неё можно добраться автобусом 205, а затем пересесть на 433, либо пройти пешком. До центра города идёт автобус 20 маршрута и маршрутное такси 7.

### Культурно-развлекательные учреждения
Дворец культуры «Урал».

### Образовательные учреждения
- Школа 63, спецшкола-интернат № 10

### Медицинские учреждения
- Филиал Медсанчасти № 12

### Производственные предприятия
Наибольшую территорию в поселке занимает Федеральный центр АО "РНЦ «Прикладная химия». Жители поселка работают также на АО «Галополимер», предприятии, расположенным между поселком Крым и Закамском. После того, как в начале 1990-х годов предшественник данного предприятия ОАО «Галоген» избавился от части непрофильных активов, подразделения данного завода, расположенные в поселке Крым (530-й объект и тарный цех), стали отдельными предприятиями. Существовавшее некоторое время на базе 530-го объекта предприятие «Йодобром» обанкротилось, ныне здесь работает ОАО «Пермская химическая компания», производящее галогенсодержащие реактивы. В посёлке работает также ООО «Эластопласт» по изготовлению изделий из полимерных материалов и ЗАО «Промхимпермь» химического профиля, получившее известность из-за сброса токсичных растворителей в Каму в 2010 году, вызвавшего выход из строя водозабора в Краснокамске.

### Спортивные объекты
- Стадион «Спутник» — на нём расположены большое футбольное поле с трибунами, беговые дорожки. Внутри комплекса так же имеется спортзал, душевые, туалеты и раздевалки.